# Верховный суд Туркменистана
Верховный суд Туркменистана (туркм. Türkmenistanyň Ýokary kazyýeti) — высший орган судебной власти Туркменистана, осуществляющий судебный надзор за рассмотрением гражданских, арбитражных, административных и уголовных дел в порядке, предусмотренном процессуальным законодательством.
Помимо Верховного суда, в систему судебной власти Туркменистана входит Арбитражный суд Туркменистана, а также велаятские суды, суды городов с правами велаята, этрапские суды и суды городов с правами этрапа.
Компетенция, порядок образования и деятельности судов определяются законом.

## Состав
Верховный суд Туркменистана состоит из председателя, заместителей председателя, судей, заседателей суда и, кроме предусмотренных законом случаев рассмотрения дел судьей единолично, действует в составе: 
- Пленума Верховного суда;
- Президиума Верховного суда;
- Судебной коллегии по гражданским делам;
- Судебной коллегии по арбитражным делам;
- Судебной коллегии по административным делам;
- Судебной коллегии по уголовным делам.

## Председатель Верховного суда
Председатель Верховного суда Туркменистана назначается президентом Туркменистана с согласия Меджлиса Туркменистана сроком на 5 (пять) лет.
Председатель Верховного суда Туркменистана является судьёй и одновременно с исполнением обязанностей судьи организует и руководит работой всех судов.

### Председатели Верховного суда Туркменистана
| Номер | Имя                      | Назначен   | Уволен      | Причина увольнения       |
| ----- | ------------------------ | ---------- | ----------- | ------------------------ |
| 1     | Атаев, Халыкберды        | 1991       | 04.08.1992  | переход на другую работу |
| 2     | Какабаев, Аманмурад      | 10.08.1992 | 28.08.1996  | по собственному желанию  |
| 3     | Рахманов, Ата            | 28.08.1996 | 06.01.1999  | по состоянию здоровья    |
| 4     | Атаев, Овезгельды        | 06.01.1999 | 12.11.2002  | переход на другую работу |
| 5     | Эсенов, Ягшигельды       | 15.11.2002 | 13.07.2007  | переход на другую работу |
| 6     | Ходжамурадов, Чары       | 13.07.2007 | 03.03.2008  | переход на другую работу |
| 7     | Язмурадов, Яранмурад     | 03.03.2008 | 05.10.2011  | переход на другую работу |
| 8     | Халлыев, Аманмурад       | 05.10.2011 | 31.08.2013  | переход на другую работу |
| 9     | Чарыев, Бегенч           | 31.08.2013 | 01.06.2017  | перехож на другую работу |
| 10    | Халлыев, Клычмурад       | 01.06.2017 | 06.01.2021  | переход на другую работу |
| 11    | Уссанепесов, Гуванчмурад | 06.01.2021 | 03.02.2023  | переход на другую работу |
| 12    | Ходжамгулыев, Бегенч     | 03.02.2023 | 08.04.2025  | переход на другую работу |
| 13    | Атабаев, Ровшен          | 08.04.2025 | действующий |                          |